# 라파엘 무뇨스

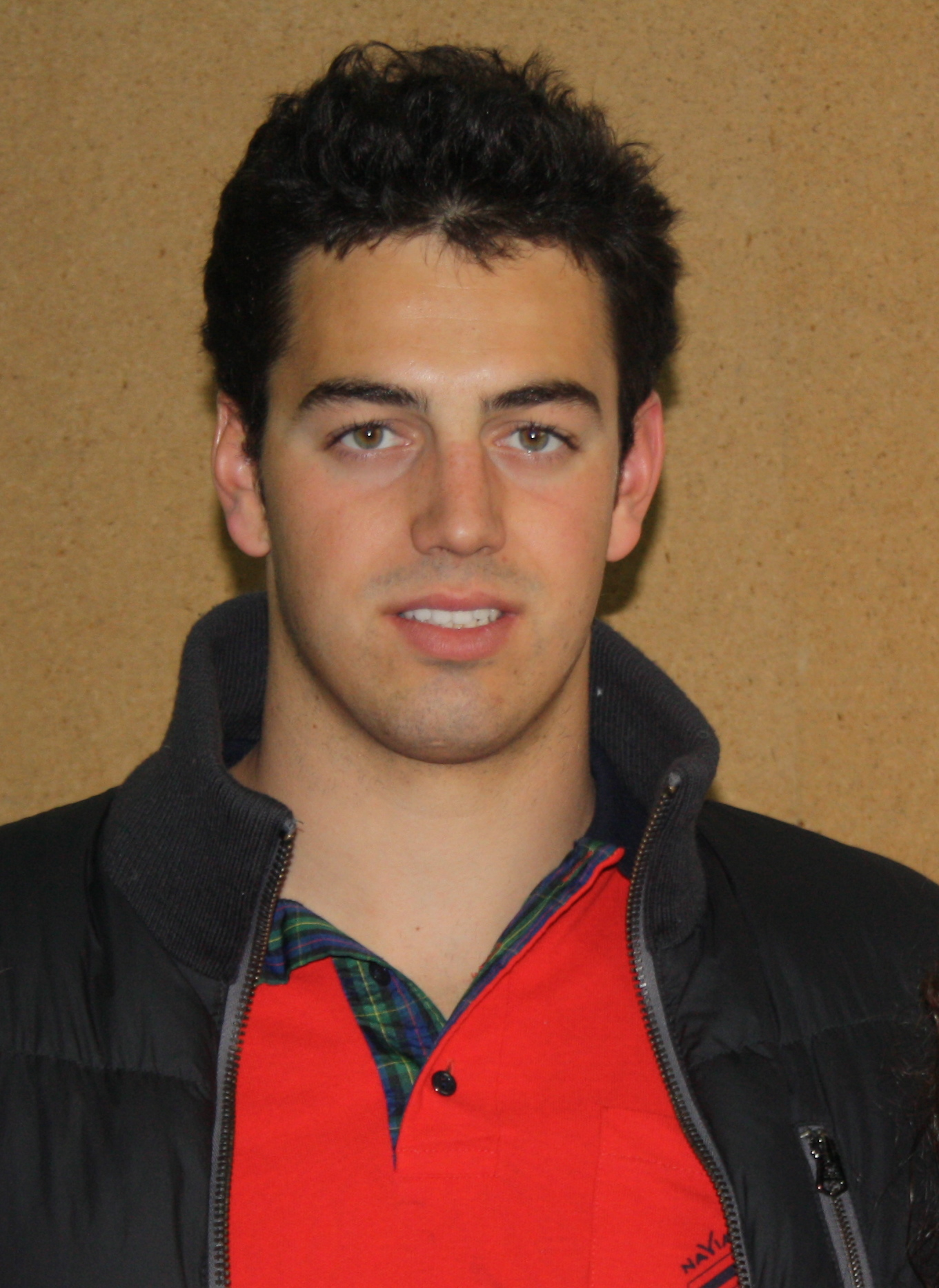

라파엘 무뇨스 페레스(스페인어: Rafael Muñoz Pérez, 1988년 3월 3일 ~ )은 스페인의 수영 선수이다. 2008년 베이징 올림픽에 스페인 대표 선수로 참가했다.
코르도바에서 태어난 무뇨스는 2009년 4월 5일에 열린 스페인 수영 선수권 대회 롱 코스 접영 50m에서 22.43초의 세계 기록을 세웠으며, 남아프리카 공화국의 롤란트 슈만이 세운 존재적 세계 기록 22.96초 아래로 들어갔다. 이때 6월 22일 수상 스포츠의 통제적 신체 FINA가 결국 그와 많은 수영 선수들이 성과를 이루면서 입은 논쟁적 수영복 차림을 받아들일 때까지 그 기록은 세계 기록으로 인정받지 못하였다.
그는 프랑스에서 로맹 바르니에 코치 아래 훈련하였고, C.N. 마르세유 클럽을 대표하였다.